# Indre By

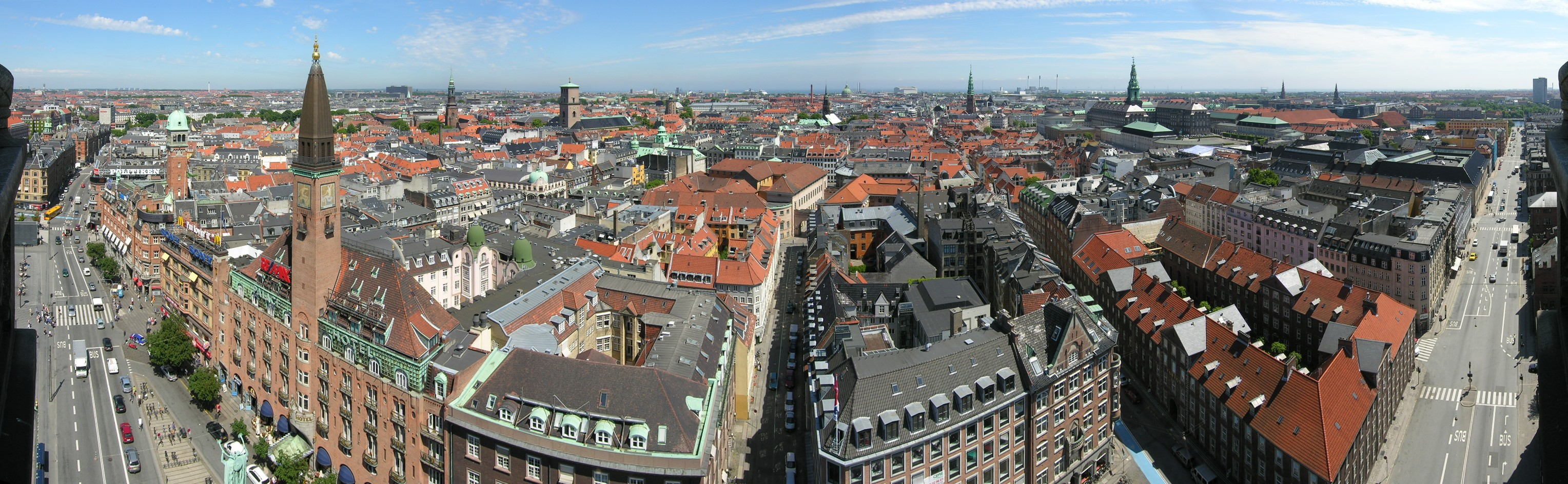
Blick über Indre By.

Indre By (deutsch Innenstadt) ist ein Stadtteil der dänischen Hauptstadt Kopenhagen. Der Stadtteil hat eine Fläche von rund 9 km² und eine Bevölkerung von rund 57.000 Einwohnern (Stand: 2023).
Der Stadtteil umfasst die historische Altstadt und ihre ehemaligen Wallanlagen und bildet das historische, geografische und politische Herz des heutigen Kopenhagen. Er wird hauptsächlich von den Kopenhagener Seen und der Wallanlage von Christianshavn abgegrenzt. Zum Stadtteil gehört auch der Stadtteil Christianshavn, der bis zum 1. Januar 2007 einen eigenen Verwaltungsbezirk bildete.